# Бутиріни
Бути́ріни (рос. Бутырины) — присілок у складі Орічівського району Кіровської області, Росія. Входить до складу Лугоболотного сільського поселення.
Населення становить 20 осіб (2010, 18 у 2002).
Національний склад станом на 2002 рік — росіяни 100 %.